# Paróquia Nossa Senhora da Conceição (Pau dos Ferros)
A Paróquia Nossa Senhora da Conceição é uma circunscrição eclesiástica da Igreja Católica no Brasil, como sede no município de Pau dos Ferros, no interior do estado do Rio Grande do Norte. É a sede do Vicariato Imaculada Conceição e pertence à Diocese de Mossoró.

## História

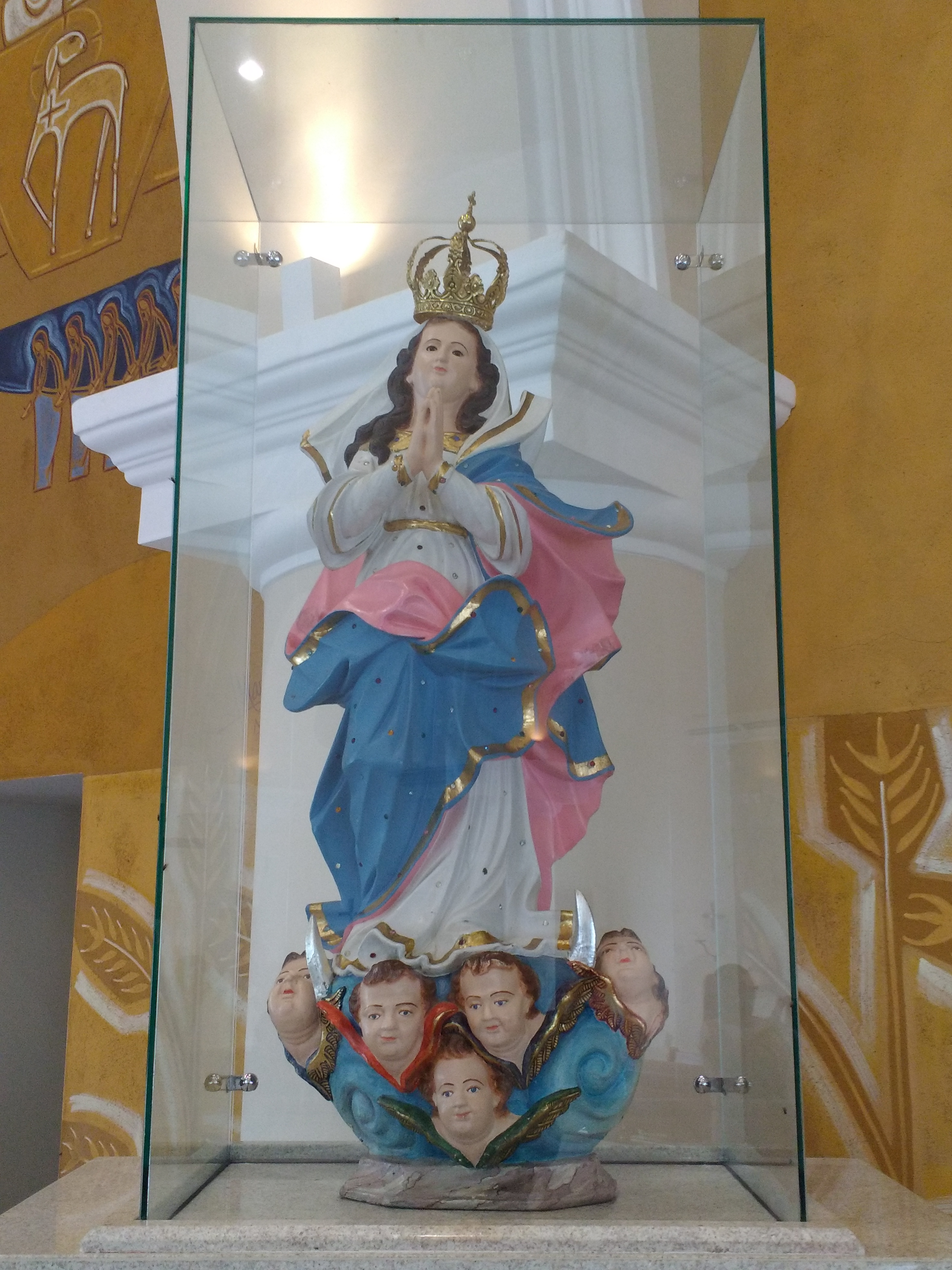
Imagem original de Nossa Senhora da Conceição, padroeira da paróquia, no presbitério da Igreja Matriz

A história da Paróquia de Nossa Senhora da Conceição se confunde, em parte, com a história de Pau dos Ferros. Sua criação se deu no dia 19 de dezembro de 1756, por Dom Luís de Santa Teresa, bispo da Diocese de Olinda, Pernambuco, atual Arquidiocese de Olinda e Recife. Foi desmembrada da paróquia de São João Batista, em Assu, tornando-se, segundo o historiador natalense Luís da Câmara Cascudo, a quinta freguesia do Rio Grande do Norte, depois de Natal, Assu, Goianinha e Caicó.
A capela, agora igreja matriz, foi construída em 1738, através de uma mobilização do fazendeiro Francisco Marçal, o grande pioneiro da história do município. Em 1856, enquanto ocorria a emancipação política do município, a paróquia já comemorava seu primeiro centenário de existência.
Desde a sua criação até o ano de 1892, a paróquia era parte da Diocese de Olinda. Neste ano, passou a ser parte da Diocese da Paraíba com a criação desta, abrangendo todo o território dos estados do Rio Grande do Norte e Paraíba. Em 1909, passaria a ser subordinada à nova Diocese de Natal, que compreendia todo a área do Rio Grande do Norte, permanecendo assim até 1934, com a criação da Diocese de Mossoró. Ao longo dos anos, a área geográfica da paróquia foi diminuindo devido aos sucessivos desmembramentos, restando hoje apenas o município de Pau dos Ferros.
A paróquia também se destaca na diocese por ser pioneira na implantação das pastorais do dízimo, familiar e litúrgica, como também nas vocações, pois, em registro, existem quase cinquenta irmãs e mais de trinta sacerdotes filhos da paróquia, dentre eles o padre Antônio Rafael do Nascimento, chamado pela população local de Pe. Antônio Lisboa, superior geral das Divinas Vocações, residente em Roma, e o Dom Raimundo Vanthuy Neto, bispo da Diocese de São Gabriel da Cachoeira, no Amazonas.

### Párocos, administradores paroquiais e vigários paroquiais
Em seus 268 de existência, mais de quarenta padres já exercerem seu ministério presbiteral na paróquia:
1. 1758: Pe. José de Freitas Serrão
2. 1765: Pe. José Pereira Lobato
3. 1766: Pe. Luiz Alves Maia
4. 1777: Pe. José de Jesus Barreto
5. 1779: Pe. José de Almeida Machado
6. 1785: Pe. Francisco Benício de Carvalho
7. 1806: Pe. José Gonçalves de Medeiros Lisboa
8. 1811–1849: Pe. Manoel Gonçalves de Fontes
9. 1849–1859: Cônego Bernardino José de Queiroz
10. 1859–1860: Pe. Joaquim Manoel de Oliveira
11. 1860–1872: Cônego Bernardino José de Queiroz
12. 1872–1876: Pe. Antônio Fernandes da Silva Queiroz
13. 1876–1884: Cônego Bernardino José de Queiroz
14. 1885–1887: Pe. José Paulino Duarte da Silva
15. 1887–1900: Pe. Manoel Rodrigues Campos
16. 1900–1901: Pe. Joaquim Cirilo de Sá
17. 1901–1904: Pe. Leôncio Fernandes da Costa
18. 1904–1910: Pe. Tertuliano Fernandes de Queiroz
19. 1910–1911: Pe. Gabriel Toscano da Rocha
20. 1911–1912: Pe. Benedito Basílio Alves
21. 1913–1914: Pe. José Mendes
22. 1914: Pe. José Soares
23. 1914–1916: Pe. Antônio Vicente da Costa
24. 1916–1919: Pe. Manoel Barbosa Galvão Júnior
25. 1920: Pe. João Soares Bilro
26. 1921–1926: Pe. Fortunato Alves de Arêa Leão
27. 1926: Pe. Vicente de Freitas
28. 1927–1929: Pe. Fortunato Alves de Arêa Leão
29. 1929–1933: Pe. Benedito Basílio Alves;
30. 1933–1936: Pe. Omar Bezerra Cascudo
31. 1936–1940: Pe. Militão Benedito de Mendonça
32. 1940–1991: Monsenhor Manoel Caminha Freira de Andrade
33. 1991: Pe. Pedro Lapo
34. 1991–1994: Pe. Luís Sampaio do Rêgo
35. 1995–2005: Pe. José Milton de Oliveira Júnior
36. 1997–2005: Pe. Francisco Tarcísio de Araújo (Vigário Paroquial)
37. 2005–2010: Pe. Francisco das Chagas Neto
38. 2010–2011: Pe. Flávio Augusto Forte Melo
39. 2011–2016: Pe. Raimundo Alexandre de Oliveira
40. 2016–2022: Pe. Possídio Lopes dos Santos Neto
41. 2022-2025: Pe. Wescley Paulo Pereira de Melo (Administrador Paroquial)
42. 2022-atual: Pe. Talvacy Chaves de Freitas (Vigário Paroquial)
43. 2022-2025: Pe. Rierson Carlos (Vigário Paroquial)
44. 2025-atual: Pe. Flávio Augusto Forte de Melo (Pároco)

## Comunidades
A Paróquia de Nossa Senhora da Conceição de Pau dos Ferros é composta atualmente por 25 comunidades, das quais 18 são na área urbana e sete são na área rural do município.

### Urbanas
1. Nossa Senhora da Conceição - Igreja Matriz (Centro)
2. Beata Lindalva (Carvão)
3. Mãe Rainha (Aluísio Diógenes)
4. Menino Jesus de Praga (Princesinha do Oeste)
5. Nossa Senhora das Graças (Patronato Alfredo Fernandes)
6. Nossa Senhora de Fátima (Centro)
7. Sagrado Coração de Jesus (Bela Vista)
8. Santa Rita de Cássia (Chico Cajá)
9. Santo Antônio (Riacho do Meio)
10. Santo Expedito (João XXIII)
11. São Benedito (bairro homônimo)
12. São Domingos de Gusmão (Manoel Domingos)
13. São Geraldo (bairro homônimo)
14. São João Batista (Manoel Deodato)
15. São João Bosco (Frei Damião)
16. São Judas Tadeu (bairro homônimo)
17. São Vicente de Paulo (bairro homônimo)
18. Virgem dos Pobres (Paraíso)

### Rurais
1. Nossa Senhora Aparecida (Logradouro)
2. Nossa Senhora das Graças (Poço Comprido)
3. São Francisco de Assis (Barragem)
4. São Francisco de Assis (Várzea Nova)
5. São José (Torrões)
6. São Pedro (Perímetro Irrigado)
7. São Rafael (Alagoinha)